# Фуллер, Кори (1990)
Кори Александер Фуллер (англ. Corey Alexander Fuller; 23 июня 1990, Балтимор, Мэриленд) — профессиональный американский футболист, тренер и функционер. Играл на позиции принимающего. В НФЛ выступал в 2014 и 2015 годах в составе клуба «Детройт Лайонс».  На студенческом уровне выступал за команду Политехнического университета Виргинии. На драфте НФЛ 2013 года был выбран в шестом раунде.
После завершения выступлений начал тренерскую карьеру. С июня 2021 года работает в скаутской службе клуба «Каролина Пэнтерс».

## Биография
Кори Фуллер родился 23 июня 1990 года в Балтиморе. Один из четырёх сыновей в семье. Три его брата, Винсент, Кайл и Кендалл, также профессиональные футболисты. Он окончил старшую школу Вудлаун в Балтиморе, играл за её футбольную команду на позиции квотербека, занимался лёгкой атлетикой.

### Любительская карьера
Школьная команда Фуллера играла неудачно и интереса со стороны университетских программ к нему не было. Он получил легкоатлетическую спортивную стипендию в Канзасском университете, где также принимал участие в работе футбольной команды. Через два года он принял решение перевестись в Политехнический университет Виргинии, где в то время учился его младший брат Кайл. Сезон 2010 года Фуллер полностью пропустил по правилам NCAA. В сезоне 2011 года он сыграл в семи матчах, набрав 19 ярдов. В заключительный год карьеры он стал одним из основных принимающих Виргинии Тек, став вторым по числу приёмов и набранных ярдов.

#### Статистика выступлений в NCAA
| Сезон | Команда            | Игры | Приём | Приём | Приём | Приём | Вынос | Вынос | Вынос | Вынос |
| Сезон | Команда            | Игры | Rec   | Yds   | Y/A   | TD    | Att   | Yds   | Y/A   | TD    |
| ----- | ------------------ | ---- | ----- | ----- | ----- | ----- | ----- | ----- | ----- | ----- |
| 2010  | Виргиния Тек Хокис | —    | —     | —     | —     | —     | —     | —     | —     | —     |
| 2011  | Виргиния Тек Хокис | 7    | 2     | 19    | 9,5   | 0     | 0     | 0     | 0,0   | 0     |
| 2012  | Виргиния Тек Хокис | 13   | 43    | 815   | 19,0  | 6     | 1     | 10    | 10,0  | 0     |
| Всего | Всего              | 20   | 45    | 834   | 18,5  | 6     | 1     | 10    | 10,0  | 0     |

### Профессиональная карьера
Перед драфтом НФЛ 2013 года аналитик сайта Bleacher Report Сигмунд Блум к сильным сторонам Фуллера относил его скорость и способность отрываться от защитников, навыки игры по мячу, правильную оценку ситуации на поле. К минусам он относил неэффективность в роли блокирующего, прямолинейность действий на поле и отсутствие взрывного рывка.
На драфте Фуллер был выбран «Детройтом» в шестом раунде под общим 171 номером. В мае он подписал с клубом четырёхлетний контракт на общую сумму 2,28 млн долларов. Не обладавший значительным опытом игры в колледже, он провёл сезон 2013 года в тренировочном составе «Лайонс». Летом следующего года Фуллер во время предсезонных сборов вытеснил из состава ветерана Криса Дарема. На старте чемпионата 2014 года он оставался игроком запаса, но после травмы Келвина Джонсона его игровое время увеличилось. В шестнадцати играх сезона он набрал 212 ярдов и сделал один тачдаун. В 2015 году Фуллер был одним из запасных принимающих «Детройта» и регулярно выходил на поле в составе специальных команд. В двенадцати сыгранных матчах он набрал 76 ярдов и сделал пять захватов.
Летом 2016 года Фуллер получил травму ноги. Регулярный чемпионат он начал в списке игроков, не готовых к физическим нагрузкам. Через два месяца «Лайонс» перевели его в тренировочный состав, откуда в декабре он был забран клубом «Нью-Орлеан Сэйнтс». В концовке регулярного чемпионата он на поле не выходил. Летом 2017 года Фуллер на сборах боролся за место четвёртого принимающего команды с Брэндоном Коулменом. В регулярном чемпионате он не играл из-за травмы, а в декабре был отчислен из клуба.

#### Статистика выступлений в НФЛ

##### Регулярный чемпионат
| Сезон | Команда        | Игры | Приём | Приём | Приём | Приём | Вынос | Вынос | Вынос | Вынос |
| Сезон | Команда        | Игры | Rec   | Yds   | Y/A   | TD    | Att   | Yds   | Y/A   | TD    |
| ----- | -------------- | ---- | ----- | ----- | ----- | ----- | ----- | ----- | ----- | ----- |
| 2013  | Детройт Лайонс | 0    | 0     | 0     | 0,0   | 0     | 0     | 0     | 0,0   | 0     |
| 2014  | Детройт Лайонс | 16   | 14    | 212   | 15,1  | 1     | 0     | 0     | 0,0   | 0     |
| 2015  | Детройт Лайонс | 12   | 4     | 76    | 19,0  | 0     | 0     | 0     | 0,0   | 0     |
| Всего | Всего          | 28   | 18    | 288   | 16,0  | 1     | 0     | 0     | 0,0   | 0     |

##### Плей-офф
| Сезон | Команда        | Игры | Приём | Приём | Приём | Приём | Вынос | Вынос | Вынос | Вынос |
| Сезон | Команда        | Игры | Rec   | Yds   | Y/A   | TD    | Att   | Yds   | Y/A   | TD    |
| ----- | -------------- | ---- | ----- | ----- | ----- | ----- | ----- | ----- | ----- | ----- |
| 2014  | Детройт Лайонс | 1    | 2     | 26    | 13,0  | 0     | 0     | 0     | 0,0   | 0     |
| Всего | Всего          | 1    | 2     | 26    | 13,0  | 0     | 0     | 0     | 0,0   | 0     |

### Дальнейшая карьера
В 2018 году Фуллер был ассистентом-стажёром в тренерском штабе команды Центрально-Мичиганского университета. Летом 2020 года он вернулся в Политехнический университет Виргинии на должность ассистента директора по игровому персоналу. В июне 2021 года Фуллер вошёл в число сотрудников офиса клуба «Каролина Пэнтерс», заняв место ассистента в скаутской службе.